# Lauren Booth
Lauren Booth (22 de julho de 1967) é uma jornalista britânica.
Ela é meio-irmã de Cherie Blair e filha do actor Tony Booth. Opositora à invasão do Iraque, ela publicamente pediu a renúncia de seu cunhado, o primeiro-ministro Tony Blair.

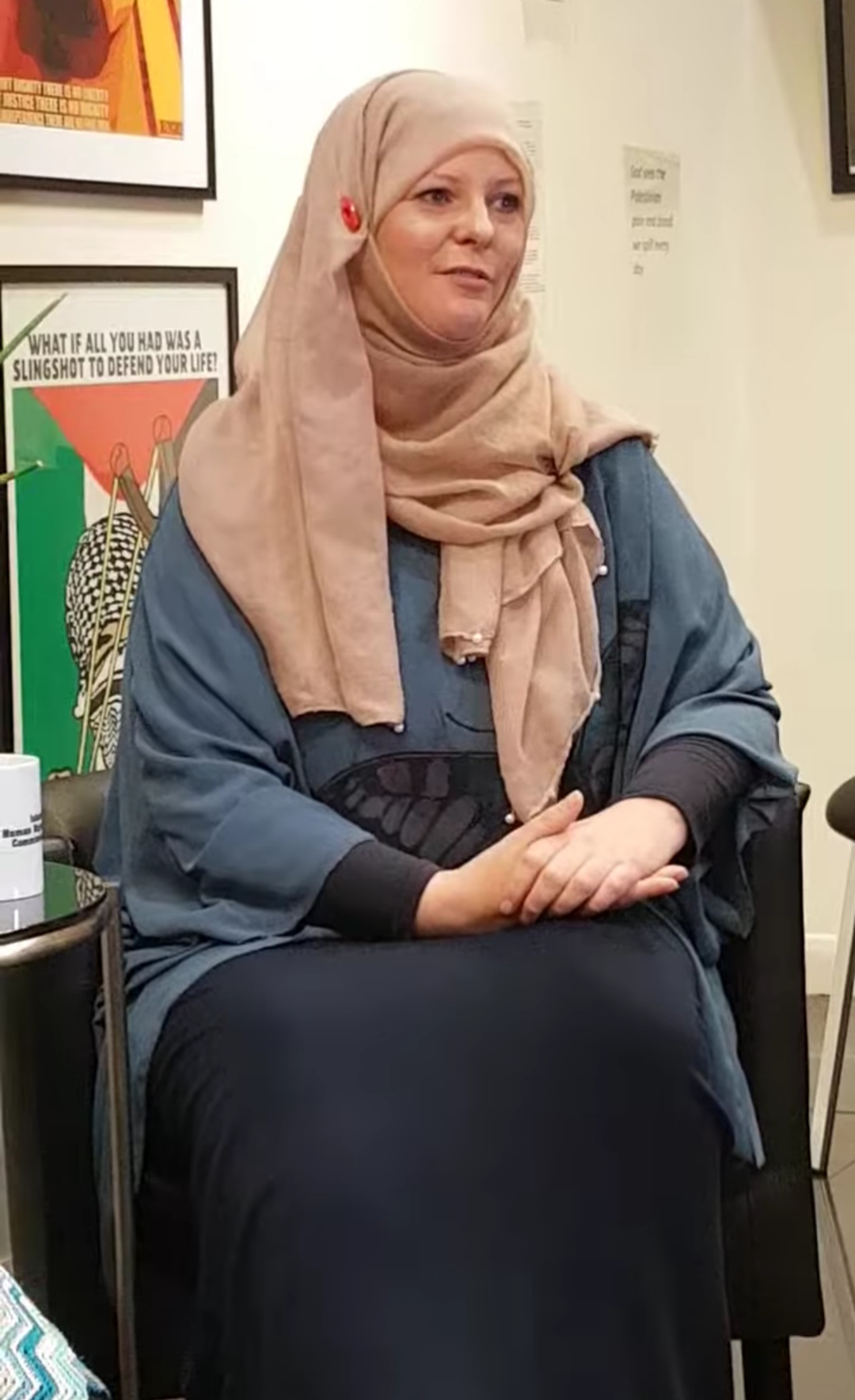
Lauren Booth (2018)